# Gardein

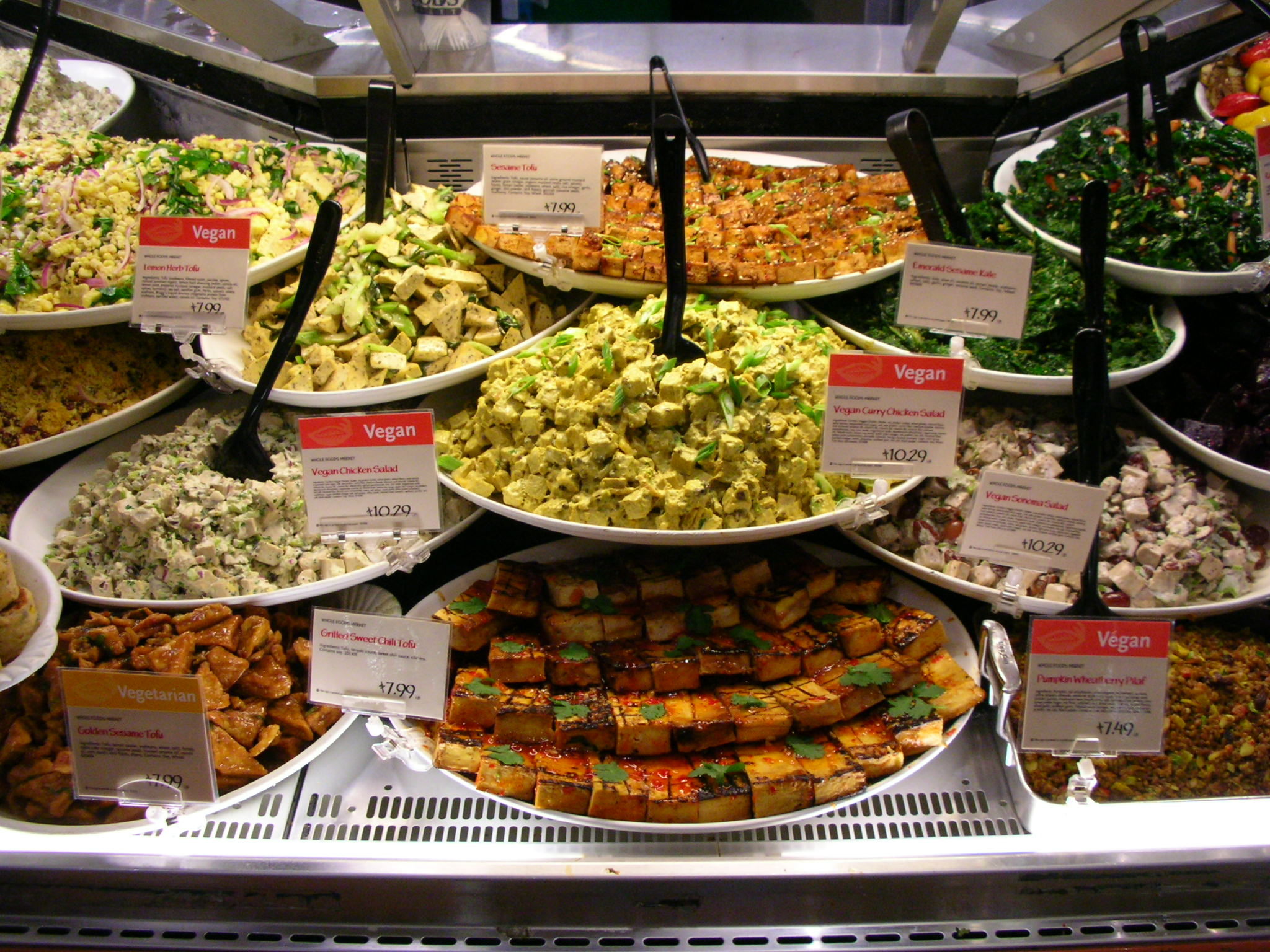
Alimentos veganos de Gardein a la venta: ensalada de pollo, de pollo al curry y de pollo Sonoma (centro, de izquierda a derecha).

Gardein es un sucedáneo de carne producido por la compañía Garden Protein International, de Richmond (Vancouver, Canadá). Viene en tres variedades principales, imitando el sabor y la textura de la carne de pollo, ternera y cerdo, respectivamente. Está disponible en varios tamaños y formas, incluyendo tiras y dados, y puede comprarse tanto sola, como con salsa o especias.
Se hace con agua, gluten de trigo, proteína de soja, sabores naturales, extracto de levadura hidrolizada, proteína de guisante, fibra de zanahoria, otros saborizantes y vitaminas y minerales. La variedad de ternera contiene también melaza para darle color.
El Gardein también es vegano, ya que no contiene productos de origen animal, siendo adecuado para los vegetarianos estrictos.